# 犬塚駅

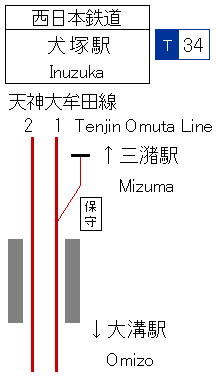
配線図

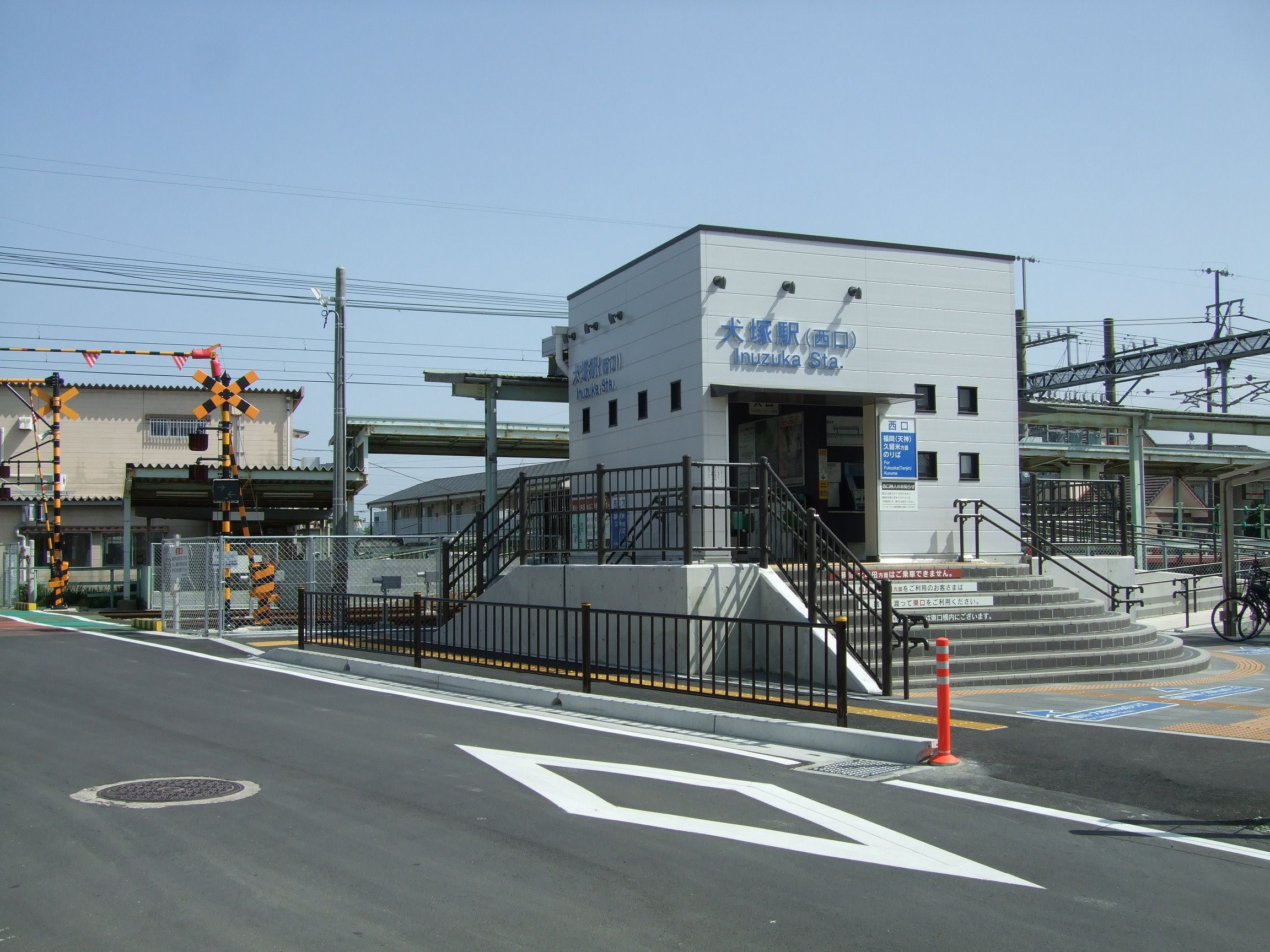
西口駅舎

犬塚駅（いぬづかえき）は、福岡県久留米市三潴町玉満にある西日本鉄道（西鉄）天神大牟田線の駅。駅番号はT34。久留米市で最も南西に位置する駅で、久留米市の旧城島町方面や筑後市、八女市方面からの利用も便利である。
2015年8月1日からは従来からの東口に加え西口が開設された。駅前にはタクシー会社や屋根付きの無料駐輪場、車の乗降場及びロータリー、バス停（城島町内と当駅を結ぶ、コミュニティバス（後述））がある。

## 歴史

### 年表
- 1937年（昭和12年）10月1日：駅開業。
- 1966年（昭和41年）：駅舎改築。
- 2008年（平成20年）5月18日：ICカードnimoca併用開始。
- 2015年（平成27年）8月1日：西口を開設。西口には自動改札機2台、券売機1台が設置され、東口から遠隔操作を行う。
- 2017年（平成29年）2月1日：駅ナンバリングを導入[1]。
- 2021年（令和3年）4月1日：駅集中管理システムの導入に伴い、終日無人化[2][3]。

また、都市計画によって犬塚駅前広場が整備されることになり、駅舎と反対側の西側に2016年3月末の供用を目標にして送迎の自動車が停車な可能な場所と無料駐輪場（使用可能）を設置するための工事がされた（詳細は後述）。

### 駅名の由来
開業当初は当地が三潴郡犬塚村であったことによる。犬塚村は1955年に隣接する三潴村と合併し三潴町になり、2005年に久留米市に編入合併された。近隣にある羽犬塚駅は羽犬塚町（1954年に市町村合併により筑後市となる）という別の市町村に由来するため当駅とは無関係である。

### 雑記

#### ホームに関して
1995年ごろまでは、1面2線のホームで6両編成分の長さしか停車できなかったため、一部の電車（7両編成）は、1両分はみ出して停車していた。現在のホームが他の駅よりも少し狭いのは、元々1面2線のホームであったためである。なお、椅子（ベンチ）は、2両目停車位置付近にあり、その場所にだけ屋根があった。また、当時はホームへは階段しかなくバリアフリー化されていなかった。
1995年ごろにまず、福岡方面のホームが建設され（7両編成対応の長さ、ベンチ設置、バリアフリー対応）、その後、現在の大牟田方面のホーム付近に仮ホームが建設された（6両編成対応、また、仮ホームのため、コンクリートではなく木造のホーム）が、大牟田方面行きの仮ホームは副本線を残したまま建設が行われたため、ホーム幅はかなり狭かった。そのため、当駅に停車した大牟田方面の電車は一番後ろの車両しかドアを開閉していなかった時期があった。
その後、副本線と仮ホームを解体し、大牟田方面の新ホーム（7両編成対応、ベンチも設置、バリアフリー対応）が建設され、現在に至る。なお、現在も駅改札口付近には、仮ホームの名残が見られる。また、現在のホームが建設された頃から、2番乗り場には「福岡・久留米方面」、1番乗り場には「柳川・大牟田方面」の案内板が設置された。

#### 駅前広場と西口駅舎の整備
年表形式で解説する。
- 2014年（平成26年）
  - 3月ごろ
    - 有料駐輪場併設の民家が2軒ともう1軒あったが、犬塚駅前広場整備事業により立ち退き更地となる。また、その後福岡（天神）方面ホーム側に仮設無料駐輪場が設置される。

  - 5月初旬
    - 駅前広場整備開始。

  - 7月下旬
    - 仮設無料駐輪場が駅から数十メートル離れた場所に移動する。

  - 10月中旬
    - 送迎者用道路の建設が開始する。
- 2015年（平成27年）
  - 1月初旬
    - 駅前無料駐輪場のバイク置き場の設置工事開始。

  - 1月下旬
    - 駅前無料駐輪場のバイク置き場の設置工事完了（屋根付き）。

  - 2月初旬
    - 駅前広場の屋根が設置される。

  - 4月中旬
    - 犬塚駅西口駅舎の基礎工事開始。

  - 5月初旬
    - 送迎者用道路完成。

  - 6月初旬
    - 犬塚駅西口駅舎の外観がほぼ完成。

  - 7月中旬
    - 犬塚駅西口駅舎の内装がほぼ完成。

  - 7月26日
    - 新駅舎に犬塚駅（西口）と2箇所表記される。
    - フルタイプの自動改札機が2機設置される（カバーがかけられている）。

  - 8月1日
    - 犬塚駅の西口駅舎が利用可能となる。トラブル防止のためか、従来の駅舎（東口）に配置された駅員以外に、西口にも入り口に駅員が配置され対応。
    - 従来の駅舎には犬塚駅（東口）の看板設置。入口には福岡（天神）・久留米方面は西口駅舎を利用するように注意書きされた看板も設置。
    - 犬塚駅の西口、東口の開設により構内通路廃止。

  - 8月中旬
    - 構内通路及び福岡（天神）方面ホームの既存スロープ取り壊し完了。

  - 8月下旬から1ヵ月ほど
    - 犬塚駅前道路の踏切工事のため上下線とも特急・急行が犬塚駅を通過する際に徐行運転（制限50キロ）。

  - 10月初旬
    - 駅前無料駐輪場の自転車置き場工事開始。

  - 11月初旬
    - 西口駅舎にスロープ完成。

  - 12月中旬
    - 西口駅舎のスロープが使用可能となる。
    - 駅前無料駐輪場の自転車置き場がほぼ完成（屋根付き）。
- 2016年（平成28年）
  - 2月1日
    - 駅前無料駐輪場の自転車置き場、バイク置き場が使用可能となる

  - 2月26日
    - 犬塚駅の福岡（天神）及び大牟田方面ホームの嵩上げ工事開始。

  - 2月下旬
    - 駅前広場の整備も大半が完了する。

  - 3月1日
    - 久留米市城島町で運行開始されたコミュニティバス（よりみちバス・インガット号）が犬塚駅前まで来るようになるが、駅前広場が完成していないためか通過し、近隣の水沼の里2000年記念の森公園駐車場に待機し折り返し運転を行う。

  - 3月下旬
    - 駅前広場のロータリーに車が乗り入れ可能になり、城島町と犬塚駅を結ぶコミュニティバス（よりみちバス・インガット号）のバス停が設置された。現在、コミュニティバスは駅前広場のロータリーに乗り入れを行っている。

## 駅構造
相対式ホーム2面2線を持つ地上駅。複線化される前までは、島式ホーム1面2線を有した。また、駅福岡方面側には保守車両用の引込み線がある（犬塚作業区あり）。
1997年1月15日に三潴 - 大溝間が複線化されるまで犬塚駅前後が単線となっていた。かつては犬塚折り返しの列車が設定可能だったため、大牟田線を走る電車の行先表示幕には「急行 犬塚」や「普通 犬塚」などの表示が入っていたが、現在は全て削除された。
| ホーム | 路線          | 方向 | 行先                     | 備考 |
| ------ | ------------- | ---- | ------------------------ | ---- |
| 1      | ■天神大牟田線 | 下り | 柳川・大牟田方面         |      |
| 2      | ■天神大牟田線 | 上り | 久留米・福岡（天神）方面 |      |

- 久留米・福岡（天神）方面へは西口を、柳川・大牟田方面へは東口を利用する必要がある（※西口開設後は方向別改札となったため）。

## 利用状況
2024年度の1日平均乗降人員は1,073人である。各年度の1日平均乗車および乗降人員は下表のとおり。
| 年度               | 1日平均 乗車人員 | 1日平均 乗降人員 |
| ------------------ | ---------------- | ---------------- |
| 2007年             | 636              | 1,263            |
| 2008年             | 590              | 1,184            |
| 2009年             | 540              | 1,082            |
| 2010年             | 529              | 1,066            |
| 2011年             | 511              | 1,031            |
| 2012年             |                  | 953              |
| 2013年             | 460              | 961              |
| 2014年             | 455              | 964              |
| 2015年             | 464              | 982              |
| 2016年             | 496              | 1,045            |
| 2017年             | 477              | 1,025            |
| 2018年             | 501              | 1,063            |
| 2019年             | 516              | 1,083            |
| 2020年             |                  | 853              |
| 2021年             |                  | 925              |
| 2022年             |                  | 992              |
| 2023年（令和05年） |                  | 1,039            |
| 2024年（令和06年） |                  | 1,073            |

## 駅周辺
駅前は、朝、夕の時間帯を中心に送迎車が目立つ。また、一戸建て民家やアパートが建ち並ぶ住宅街である。
駅前には、大きな駐車場が5箇所あり、無料駐輪場、よりみちバス（コミュニティバス）バス停（城島町内と当駅を結ぶ）もある。
- 森山タクシー（駅前）
- 水沼の里2000年記念の森公園（YOSAKOIみづま開催地）。
- 三潴総合福祉センター「ゆうゆう」
- 医療法人白壽会 安本病院
- 三潴町農業協同組合犬塚購買店・資材集約センター（徒歩3分）
- ダイレックス三潴店（ディスカウントストア）
- 佐賀銀行
- マルキョウ三潴店
- 医療法人三幸会 ハイジア歯科
- 西松屋久留米みづま店
- ディスカウントコスモスみづま店
- 久留米市立三潴図書館
- 久留米市立犬塚小学校
- 福岡県立三潴高等学校
- 犬塚保育所
- 犬塚変電所
- みづま総合体育館

窓に九鐵のマークがあったが、埋められている。

## 隣の駅
西日本鉄道
■天神大牟田線
■特急・■急行
通過
■普通
三潴駅（T33） - 犬塚駅（T34） - 大溝駅（T35）